# Petr Čech
Petr Čech (Pilsen, Chequia, 20 de mayo de 1983) es un exfutbolista checo que jugaba como guardameta. Fue internacional con la selección checa, siendo el jugador con más partidos jugados. Se retiró en el Arsenal Football Club de Inglaterra.
Čech posee varios récords como guardameta, incluyendo el récord en la Premier League por el menor número de apariciones requeridas para poder alcanzar cinco porterías imbatidas, lográndolo hacer en 180 partidos de liga. También posee un récord en la liga de su país, al no encajar goles en 903 minutos jugados. Además, también tiene un récord en su antiguo club Sparta Praga, al haber jugado 928 minutos sin encajar un gol en todas las competiciones durante la temporada 2001-02, cuando su racha de porterías imbatidas en la liga checa se combinaba con su desempeño en la Liga de Campeones. Durante la temporada 2004-05, Čech no permitió un solo gol en 1025 minutos, lo cual fue un récord en la Premier League, hasta que el 27 de enero de 2009 fue superado por el guardameta del Manchester United, Edwin van der Sar. Čech también es el único guardameta que ha ganado el Guante de Oro de la Premier League con dos clubes distintos, ganó cuatro Guantes de Oro en las temporadas 2004-05, 2009-10, 2013-14 y 2015-16 de la Premier League por haber mantenido más porterías imbatidas. El 11 de enero de 2014, Čech obtuvo el récord de más porterías imbatidas en todas las competiciones con el Chelsea F. C,, superando el récord del británico Peter Bonetti.

## Trayectoria

### Inicios
Nacido en Pilsen, Checoslovaquia, Čech comenzó a jugar al fútbol a la edad de siete años en el Škoda Plzeň (ahora conocido como Viktoria Plzeň). En sus inicios, se desempeñaba como delantero, aunque luego decidió cambiarse a la posición de guardameta. Čech se unió al Chmel Blšany en junio de 1999 e hizo su debut en la Gambrinus Liga a la edad de diecisiete años el 17 de octubre de 1999, en la derrota de su equipo por 3 a 1 frente al Sparta Praga.
Čech firmó un contrato de cinco años y medio con el Sparta a la edad de dieciocho años en enero de 2001, aunque permaneció en el Blšany hasta el final de la temporada 2000-01. En noviembre de 2001, Čech superó el récord de Theodor Reimann por el mayor tiempo sin encajar un gol en la liga profesional checa, logrando una racha de 855 minutos de juego. Su récord de porterías imbatidas terminó cuando Marcel Melecký del Bohemians le marcó un gol el 17 de noviembre de 2001, terminando su racha en 903 minutos sin encajar un solo gol.
A pesar de que Čech no ganó el título de liga en la primavera del 2002 con el Sparta, atrajo el interés de varios clubes ingleses, incluyendo el Arsenal Football Club, debido a su desempeño en competiciones internacionales. Sin embargo, debido a dificultades para obtener su permiso de trabajo, pero el acuerdo se vino abajo.

### Stade Rennais
En julio de 2002, Čech se unió al club francés Stade Rennais, firmando un contrato de cuatro años por una cifra de 150 millones de coronas checas (5.5 millones de euros).
Durante su primera temporada en Francia, Čech fue premiado por L'Équipe como el «jugador del partido» cuando se enfrentó al Paris Saint-Germain. En mayo de 2003, el Rennais se encontraba en el fondo de la tabla de posiciones, aunque logró escaparse del descenso cuando derrotaron al Montpellier en la última jornada.

### Chelsea
Čech fue a probarse con el Chelsea Football Club de Inglaterra en 2003. El entonces entrenador, Claudio Ranieri, quería que Čech fuera el suplente de Carlo Cudicini e hizo una oferta de transferencia al Rennais en enero de 2004. Aunque al principio la oferta fue rechazada, el Rennais acordó traspasar a Čech al Chelsea en febrero por 7 millones de libras esterlinas. Čech firmó un contrato de cinco años, el cual entraría en vigor en julio de 2004, convirtiéndose en el guardameta más caro en la historia del Chelsea. El fichaje de Čech, junto a otros fichajes de varios clubes ingleses, fueron objeto de una investigación en 2006 por parte del comisionado Josh Stevens, quien sospechaba que estos fichajes pudieron haber roto regulaciones de transferencia. El informe de investigación, publicado en junio de 2007, no encontró evidencia de pagos ilegales.

#### Temporada 2004-05
Cuando Čech llegó al Chelsea, Carlo Cudicini era el guardameta titular del equipo. Sin embargo, Cudicini sufrió una lesión en el codo, lo que le permitió al entrenador José Mourinho promover a Čech a la alineación titular. Čech se convirtió en titular indiscutible en su primera temporada. En su debut ante el Manchester United en la Premier League, mantuvo su portería imbatida y ayudó a su equipo a obtener la victoria por 1 a 0.

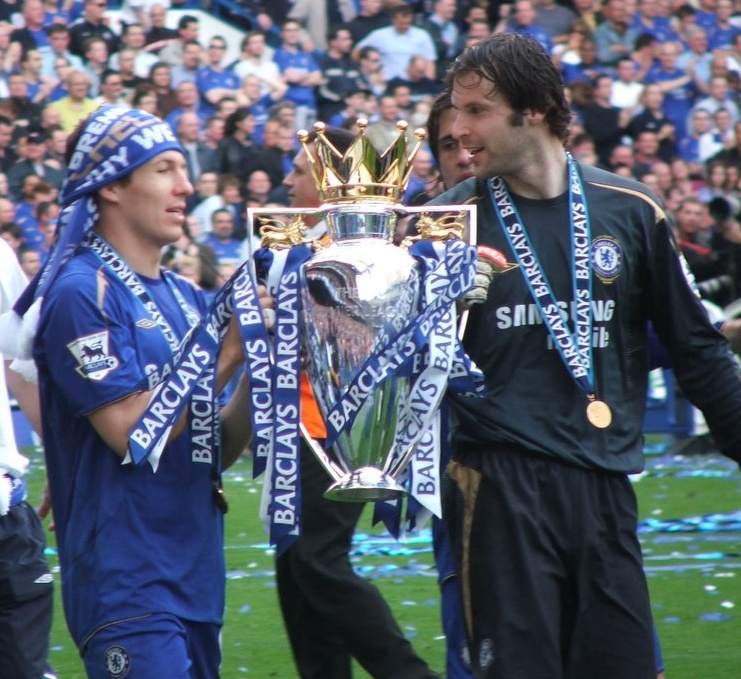
Arjen Robben y Petr Čech celebrando la obtención de la Premier League en la temporada 2005-06.

El 5 de marzo de 2005, Čech logró imponer un nuevo récord en la liga, al acumular 1.025 minutos sin encajar un gol, aunque luego fue superado por Edwin van der Sar, del Manchester United. Finalmente terminó concediendo un gol a Leon McKenzie del Norwich City, luego de acumular una racha de doce partidos de liga con la meta en blanco desde diciembre de 2004, cuando Thierry Henry anotó para el Arsenal FC. Čech le fue otorgado un premio especial por la Premier League por su nuevo récord y también le fue otorgado el guante de oro al final de la temporada 2004-05 por acumular veintiuna porterías imbatidas en la liga. El equipo, que había encajado solamente quince goles en toda la temporada, también impuso un nuevo récord.

#### Temporada 2005-06
El Chelsea retuvo su título de Premier League en la temporada 2005-06, con Čech habiendo jugado treinta y cuatro de treintaiocho partidos de liga. Esta vez, el equipo encajó veintidós goles durante la temporada. En enero de 2006, fue nombrado como el mejor portero del mundo según por la IFFHS. Un mes después, Čech firmó una extensión de contrato de dos años, manteniéndolo en el club hasta el 2010. También fue nombrado el futbolista checo del año por primera vez en su carrera.

#### Temporada 2006-07
Čech se sometió a una cirugía menor en su hombro el 27 de junio de 2006 para reparar una larga lesión que había derivado de la temporada anterior. Čech volvió a tener acción el 27 de agosto de 2006.

### Lesión en la cabeza
Čech sufrió una lesión en la cabeza en un partido ante el Reading F. C. en el estadio Madejski el 14 de octubre de 2006, cuando chocó con el centrocampista Stephen Hunt dentro del área de penal del Chelsea durante los primeros segundos de juego. La rodilla derecha de Hunt golpeó la cabeza de Čech, dejando al guardameta requiriendo atención en el campo. Čech fue sacado del campo varios minutos después y fue sustituido por Carlo Cudicini, quien también se lesionó en ese mismo partido. El capitán, John Terry, terminó defendiendo la meta durante los últimos minutos de juego. Čech se sometió a una cirugía por una fractura de cráneo con hundimiento. Aunque al principio no eran conscientes de la gravedad de la lesión, los doctores informaron después que el choque casi le cuesta la vida a Čech y como resultado de la colisión, sufrió intensos dolores de cabeza.
El entrenador del Chelsea, José Mourinho, culpó a Hunt de la lesión de Čech, diciendo que la manera en que disputó el balón fue una desgracia. También criticó al Servicio Nacional de Salud y al árbitro Mike Riley. Una gran cantidad de comentaristas, incluyendo guardametas en activo y retirados, vieron el incidente como una demostración de la necesidad de una mayor protección para los guardametas profesionales.
Čech fue dado de alta el 24 de octubre de 2006 y participó en un entrenamiento ligero la siguiente semana. Sin embargo, el Chelsea informó en un comunicado que Čech estaría fuera de las canchas por tres meses, de acuerdo con el consejo médico sobre el tiempo necesario para la recuperación completa de la fractura de cráneo. En una entrevista para Chelsea TV, Čech dijo que no recordaba nada de la lesión en sí.

### Regreso
Čech hizo su regreso en un partido de Premier League ante el Liverpool FC el 20 de enero de 2007, en el cual el Chelsea fue derrotado por 2 a 0 y en donde Čech usó un casco de rugbi hecho por Canterbury of New Zealand y que llevaba el logo de marca. Esto causó problemas con la marca Puma, patrocinador de la selección checa y con Adidas, principal patrocinador del Chelsea. Esto se resolvió después de que Adidas fabricó su propio casco, el cual sería utilizado por Čech en partidos con su club, mientras que con su selección utilizaría otro casco sin un logo visible.
Aunque el Chelsea perdió en el regreso de Čech, él luego acumularía aproximadamente 810 minutos en la liga sin encajar un gol. El 11 de abril de 2007, Čech recibió el premio Futbolista del Mes de marzo en la Premier League por primera vez en su carrera, en reconocimiento a sus ocho porterías imbatidas consecutivas. Fue el primer guardameta en recibir este galardón desde que Tim Flowers lo hizo en el 2000. Su racha terminó cuando el Chelsea derrotó al West Ham United por 4 a 1 el 18 de abril de 2007, siendo Carlos Tévez el autor del único gol del equipo contrario.
Čech también mantuvo su portería imbatida en la final de la FA Cup en 2007 ante el Manchester United. Él y Edwin van der Sar compartieron el honor de ser los primeros guardametas en mantener sus arcos en ceros por más de noventa minutos en un partido oficial, pero Čech se convirtió en el primero en terminar un partido sin encajar goles en el nuevo estadio de Wembley, ayudando al Chelsea a derrotar al United por 1a 0 y así obtener el título de FA Cup.

#### Temporada 2007-08
Čech comenzó la temporada 2007-08 encajando dos goles frente al Birmingham City en el primer partido de la temporada. A pesar de esto, Chelsea logró llevarse la victoria por 3 a 2 e impuso un nuevo récord en el fútbol inglés al acumular de manera consecutiva 64 partidos de liga en casa como invicto.
En noviembre de 2007, Čech sufrió una lesión en su músculo de la pantorrilla derecha cuando el Chelsea empató a cero con el Schalke 04 en la Liga de Campeones. El mes siguiente, el 23 de diciembre de 2007, tuvo que ser sustituido en un partido frente al Blackburn Rovers debido a una lesión en la cadera.
Chelsea sufrió su primer gran golpe cuando perdieron en la final de la Copa de la Liga frente al Tottenham Hotspur, en donde Čech desvió el balón hacia la cabeza de Jonathan Woodgate, rebotando hacía el arco y dándole la victoria a los spurs. Čech jugó varios partidos hasta la víspera del encuentro de Liga de Campeones ante el Olympiacos FC, cuando se lesionó del tobillo durante el entrenamiento. En las semanas siguientes, Čech se perdió partidos clave de la campaña, incluyendo el derbi ante el Arsenal y ambos encuentros de ida y vuelta de los cuartos de final de la Liga de Campeones.
El 7 de abril de 2008, se anunció que Čech se sometería a una cirugía de emergencia en su barbilla y labios luego de un choque accidental con Tal Ben Haim durante el entrenamiento. Čech recibió cinco puntadas en su boca y barbilla y terminó perdiéndose veintidós partidos en total debido a lesiones. Regresó a las canchas el 14 de abril, en un encuentro como local ante el Wigan Athletic, en donde el Chelsea empató a un gol. Čech también estuvo presente en la final de la Liga de Campeones ante el Manchester United, en donde el Chelsea fue derrotado en penales.

#### Temporada 2008-09

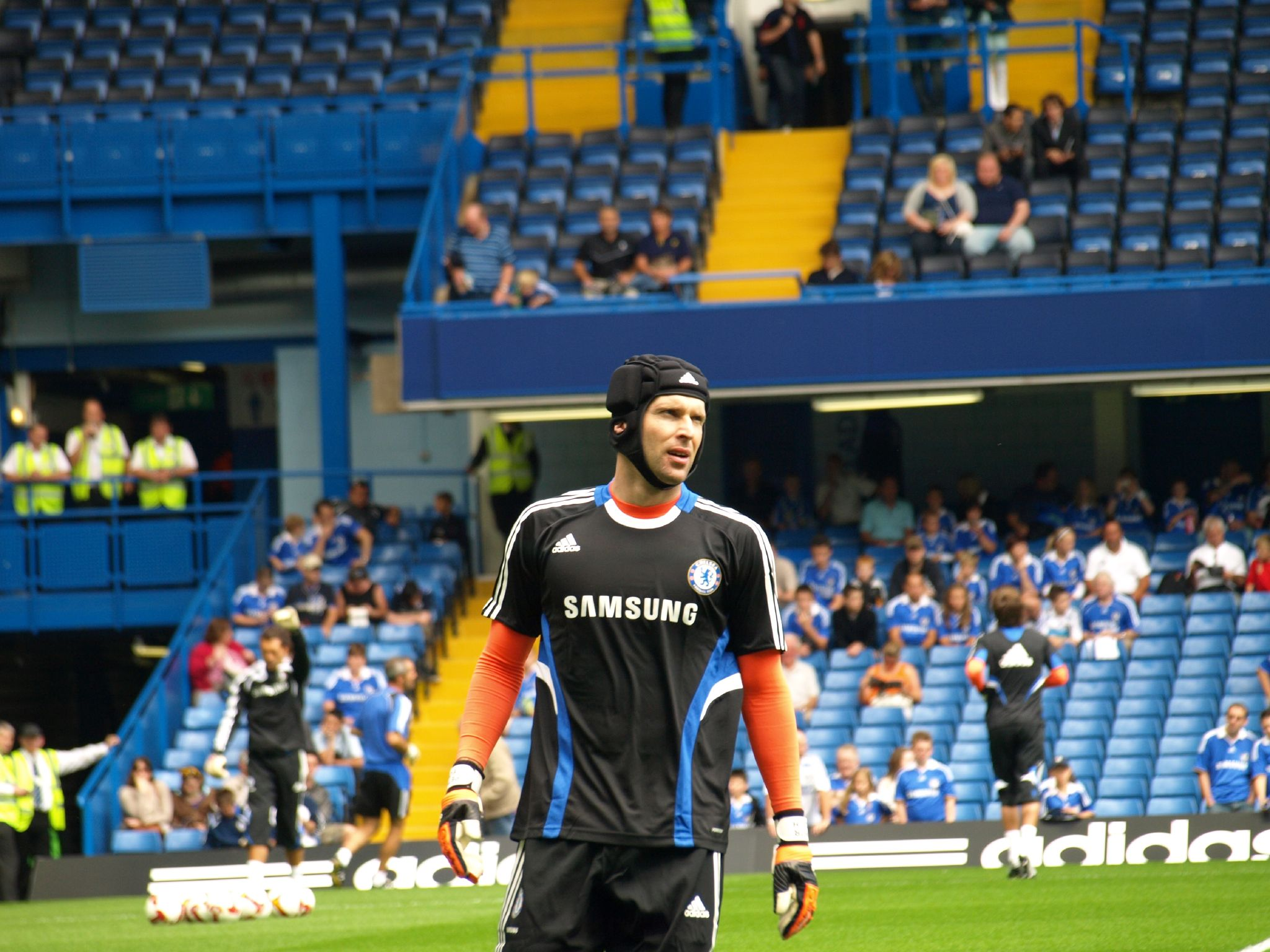
Čech antes del primer partido de la temporada 2008–09 frente al Portsmouth FC.

Čech firmó un nuevo contrato de cinco años en julio de 2008, permaneciendo en el club hasta el 2013. Chelsea comenzó la temporada 2008–09 en buena forma, encajando solamente siete de diecisiete goles y manteniendo once porterías imbatidas, diez de las cuales fueron con Čech en el arco.
En noviembre de 2008, Chelsea derrotó al Sunderland AFC por 5 a 0 en Stamford Bridge, el cual fue el centésimo juego de Čech con el Chelsea sin conceder goles. Chelsea obtuvo la victoria por 1 a 0 sobre la Juventus de Turín en la Liga de Campeones, siendo este el ducentésimo partido de Čech desde que se unió al club. Čech también protagonizó la victoria por 1 a 0 contra el Aston Villa en Villa Park, salvando disparos de Gabriel Agbonlahor y Gareth Barry. La siguiente semana, Čech ayudó al Chelsea a posicionarse en el segundo lugar de la tabla luego de salvar el arco de un disparo de Paul Scharner frente al Wigan Athletic en Stamford Bridge, en donde el Chelsea ganó por 2 a 1. Arcos en cero de manera consecutiva en victorias del Chelsea contra el Portsmouth y el Coventry City vieron al equipo consolidar su posición en la Premier League, mientras que avanzaban a las semifinales de la FA Cup. Čech también salvó su portería de Dirk Kuyt y Xabi Alonso cuando el Chelsea derrotó al Liverpool por 3 a 1 en Anfield en el partido de ida de los cuartos de final de la Liga de Campeones.
En un crucial juego de Premier League en abril de 2009, con el Chelsea liderando el marcador por 4 a 0 frente al Bolton Wanderers, el entrenador Guus Hiddink sustituyó a Didier Drogba y a Frank Lampard sólo para que el Bolton anotara tres goles en los últimos minutos del partido, lo cual hizo cuestionar a la defensa del Chelsea y en especial a Čech. Sin embargo, Čech respondió salvando un penal de Mark Noble en la victoria del Chelsea por 1 a 0 en Boleyn Ground contra el West Ham United. También mantuvo su portería imbatida en el siguiente encuentro frente al FC Barcelona en el partido de ida de las semifinales de la liga de campeones. Luego de una victoria por 3 a 2 sobre el Sunderland en el Stadium of Light, Čech y el Chelsea finalizaron la temporada como la mejor defensa en la Premier League junto al Manchester United, habiendo encajado solo veinticuatro goles durante toda la temporada. A pesar de haber concedido el gol más rápido en la historia de una final de FA Cup, Čech ayudó al Chelsea a llevarse el trofeo de FA Cup frente al Everton F. C. Chelsea ganó 2 a 1 y Čech obtuvo su séptimo trofeo con el club.
El anterior entrenador del club, Luiz Felipe Scolari, acusó a Čech, Michael Ballack y a Didier Drogba de causar su despido a mitad de la temporada, diciendo que ellos «no aceptaron sus métodos de entrenamiento y sus demandas». Scolari también dijo que había tenido una disputa con Čech, ya que este último quería que le fuera asignado un entrenador personal. Čech negó las acusaciones sobre haber provocado su salida y dijo que «estaba decepcionado con Scolari porque nunca en su vida había tenido un entrenador de guardametas».

#### Temporada 2009-10
Čech comenzó la temporada 2009-10 en buena forma con el Chelsea, derrotando al Manchester United en la final de la Community Shield en Wembley. Con el juego habiendo terminado en un empate a dos goles durante los noventa minutos, Čech atajó los penales de Ryan Giggs y Patrice Evra. Čech defendió la portería en la racha de seis victorias consecutivas durante el inicio de la temporada, posicionando al club en el primer lugar de la Premier League. Sin embargo, el 26 de septiembre de 2009, Čech fue expulsado y al mismo tiempo concedió el penal ganador para el delantero Hugo Rodallega del Wigan Athletic, en la derrota que acabó con la racha ganadora del Chelsea y que le cedió el liderato al Manchester United. El 27 de febrero de 2010, Čech sufrió una lesión en el músculo de la pantorrilla en un encuentro de Liga de Campeones frente al Inter de Milán. El 13 de abril en un juego contra el Bolton, Čech obtuvo su portería imbatida número 100 en la liga con el Chelsea. Ganó su segundo guante de oro en su carrera, habiendo acumulado diecisiete porterías imbatidas en la Premier League. Čech acabó la temporada salvando un penal frente al Portsmouth en la final de la FA Cup, permitiéndole al club retener su título de copa y así conseguir su primer doblete doméstico.

#### Temporada 2010-11
Čech sufrió una lesión en la pantorrilla durante la pretemporada con el Chelsea, una reaparición de la misma lesión que sufrió ante el Inter de Milán la temporada anterior. Un portavoz del Chelsea confirmó: «Peter estará fuera por alrededor de un mes luego de que los escaneos mostraran una rasgadura en su pantorrilla derecha. Se espera que se pierda el resto de la pretemporada». Čech se perdió las siguientes tres semanas, incluyendo el encuentro de Community Shield frente al Manchester United, en donde el Chelsea fue derrotado por 3 a 1. Regresó el 14 de agosto y mantuvo su portería imbatida cuando el Chelsea venció al West Bromwich Albion por 6 a 0 en el primer partido de liga. Čech mantuvo otra portería a cero en la victoria por 2 a 0 sobre el Arsenal antes de mantener su portería imbatida en el empate a cero en Villa Park. El 7 de marzo de 2011, Čech hizo su tricentésima aparición con el Chelsea, en un juego de Premier League contra el Blackpool F. C., donde el Chelsea ganó por 3 a 1. El 19 de mayo, Čech fue galardonado con el premio al Futbolista del Año en el Chelsea por primera vez desde que llegó al club. Más de 28 000 aficionados votaron por el primero, que le fue dado en sus manos por el entrenador Carlo Ancelotti.

#### Temporada 2011-12

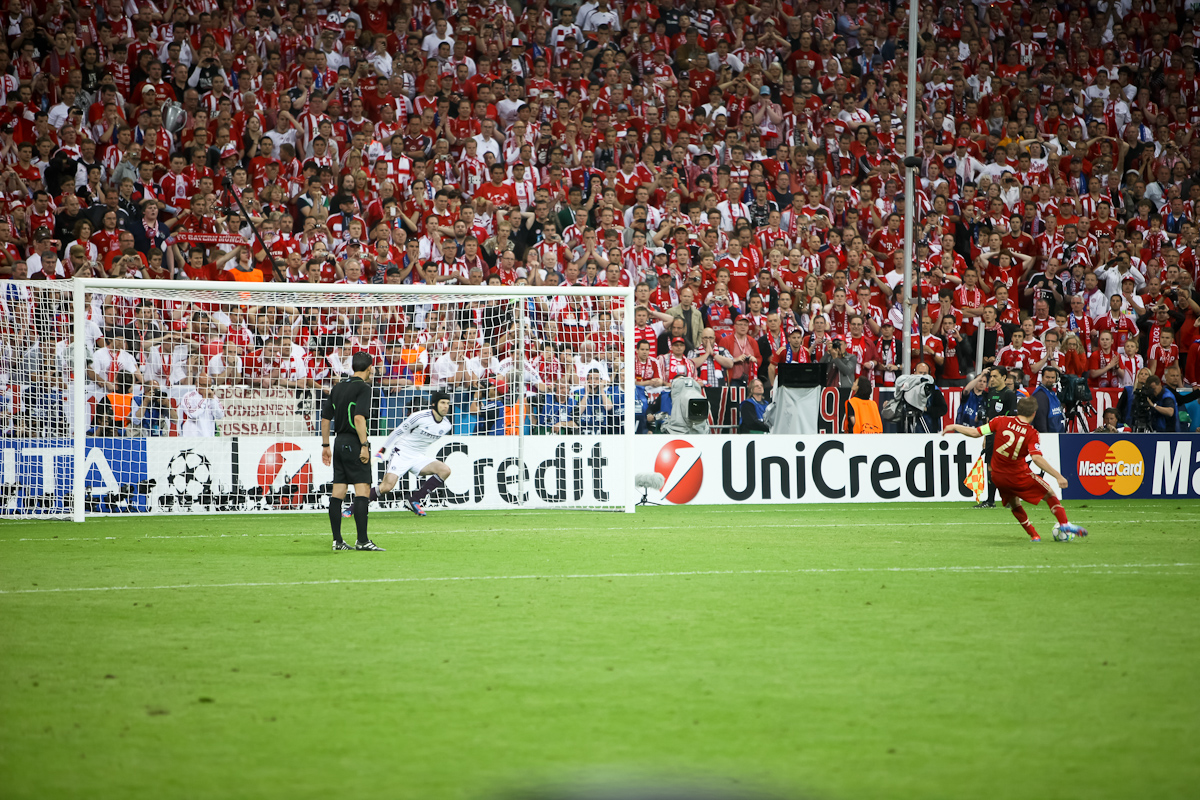
Čech durante la tanda de penales en la final de la Liga de Campeones 2011-12.

Čech comenzó la temporada 2011-12 con el Chelsea visitando al Stoke City, el cual terminó en un empate a cero. El 18 de agosto de 2011, Čech fue descartado del equipo por cuatro semanas debido a una lesión en la rodilla durante el entrenamiento. Hizo su reaparición tres semanas después contra el Sunderland, en donde el Chelsea ganó por 2 a 1. Mantuvo su portería imbatida en el primer partido del Chelsea en la Liga de Campeones frente al Bayer Leverkusen, ganando por 2 a 0. El 27 de febrero de 2012, Čech fue elegido como el Futbolista Checo del Año, obteniendo este galardón por quinta vez en su carrera. El 24 de marzo, Čech jugó su partido de liga número 250 con el Chelsea, cuando empataron a cero contra el Tottenham en Stamford Bridge. Čech salvó un penal en tiempo extra y un penal en la tanda de penales durante la final de la Liga de Campeones contra el Bayern de Múnich, ayudando al equipo a ganar su primera Liga de Campeones en su historia. Čech fue elegido el jugador del partido por los aficionados luego de su heroico desempeño en la portería con los blues. Al ganar la Liga de Campeones, Čech se convirtió en el cuarto futbolista checo en lograrlo. Čech terminó la temporada firmando un contrato de cuatro años con el Chelsea en mayo, manteniéndose en el club hasta el año 2016.

#### Temporada 2012-13
Čech comenzó la temporada 2012-13 con el Chelsea jugando la Community Shield contra el Manchester City, aunque no pudo mantener su arco en cero ya que el City ganó por 3 a 2 gracias a los goles de Yaya Touré, Carlos Tévez y Samir Nasri. También jugó en la Supercopa de Europa que se disputó en el Stade Louis II en Mónaco y en donde encajó cuatro goles en la derrota del Chelsea por 4 a 1 frente al Atlético de Madrid, campeones de la Liga Europea. En octubre de 2012, Čech tomó la cinta de capitán luego de que el capitán regular del equipo, John Terry, sea suspendido por cuatro partidos. En mayo de 2013, Čech ganó la Liga Europea cuando el Chelsea derrotó al SL Benfica en la final.

#### Temporada 2013-14
El 19 de octubre de 2013, Čech jugó su tricentésimo partido con el Chelsea en la Premier League, en la victoria en casa por 4 a 1 sobre el recién ascendido Cardiff City. Čech obtuvo el récord de 209 porterías imbatidas con el Chelsea en todas las competiciones el 11 de enero de 2014, en la victoria por 2 a 0 contra el Hull City, superando así el récord impuesto por Peter Bonetti.
El 18 de marzo de 2014, Čech completó su centésimo partido en la Liga de Campeones de la UEFA, en la victoria por 2 a 0 ante el Galatasaray en Stamford Bridge. Es el cuarto guardameta en lograr este número tras Iker Casillas, Víctor Valdés y Oliver Kahn.
En el encuentro de ida de la Liga de Campeones el 22 de abril de 2014 frente al Atlético Madrid, Čech fue sustituido por una lesión en el hombro. A pesar de la lesión, Čech ganó el Guante de Oro de la Premier League, junto con el guardameta del Arsenal Wojciech Szczęsny, ambos con dieciséis arcos en cero.

#### Temporada 2014-15
La titularidad de Čech durante el comienzo de la temporada fue tomada por Thibaut Courtois. Esto fue ocasionado por las lesiones de Čech en su hombro, espalda y rodillas. El 24 de septiembre de 2014, Čech jugó su primer encuentro de la temporada contra el Bolton en la tercera ronda de la Copa de la Liga, en la victoria por 2 a 1. Jugó su primer partido en la liga el 5 de octubre, reemplazando al lesionado Courtois en el primer tiempo de la victoria como local por 2 a 0 ante el Arsenal.
Aunque era la segunda opción en el arco de Chelsea, Mourinho no vendería a Čech en la ventana de transferencias en enero de 2015, ya que el tercer arquero Mark Schwarzer dejó el club para unirse al Leicester City. Durante ese mes, Čech volvió a la titularidad en la Premier League, frente al Newcastle United de local, y luego ante el Swansea City de visita, mantuvo el arco en cero en ambos encuentros. El 1 de marzo de 2015, Čech fue titular en la final de la Copa de la Liga 2014-15 ante el Tottenham Hotspur, y mantuvo el arco en cero en la victoria de Chelsea por 2 a 0, ganando el trofeo por tercera vez en su carrera.

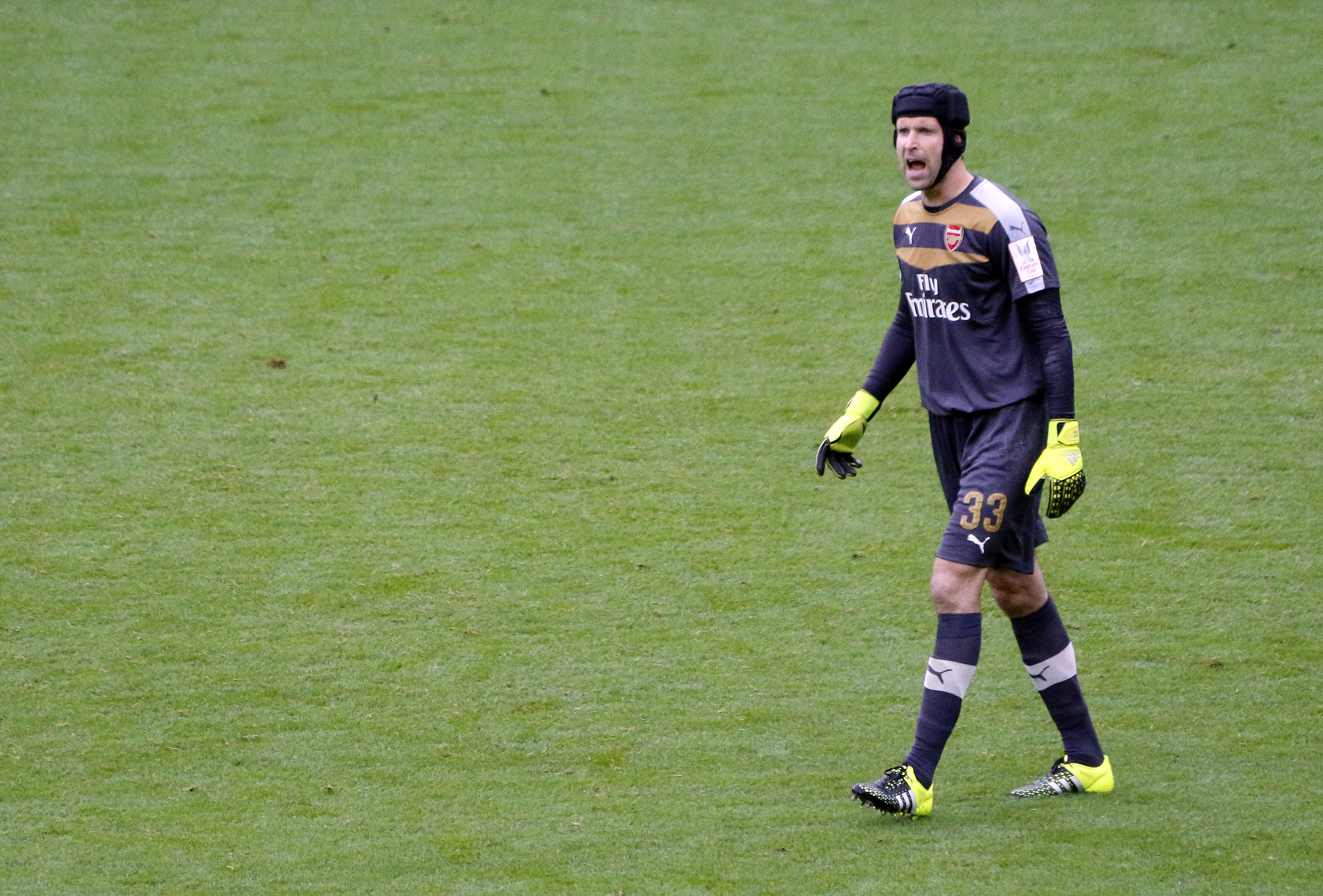
Čech con Arsenal en 2015.

### Arsenal F. C.

#### Temporada 2015-16
Čech firmó por el rival de Chelsea, Arsenal, un contrato por cuatro años el 29 de junio de 2015 por £ 10 millones. La partida de Wojciech Szczęsny a préstamo a la Roma puso a Čech como primera elección en el equipo por encima de David Ospina. El 2 de agosto, Čech ganó su primer trofeo con el Arsenal, luego de vencer a su anterior club, el Chelsea, por la mínima en la FA Community Shield 2015. Una semana después, debutó con el Arsenal en la Premier League en la derrota por 2-0 en casa frente al West Ham United. El 20 de octubre, disputó su primer encuentro de la Liga de Campeones con el Arsenal en la victoria por 2 a 0 contra el Bayern de Múnich. Čech consiguió su 170.º arco en cero en la Premier League, en la victoria por 2 a 0 al AFC Bournemouth el 28 de diciembre de 2015, consiguiendo un nuevo récord de liga, el que pertenecía a David James. Sufrió una lesión de pantorrilla el 2 de marzo de 2016 en el encuentro contra el Swansea. Volvió a las canchas en el empate a uno contra el Crystal Palace y fue titular en la victoria número 500 de Arsenal en la Premier League el 21 de abril contra el West Brom.

#### Temporada 2016-17
Čech fue capitán del Arsenal en el primer encuentro de la liga de local frente al Liverpool, donde el Arsenal perdió por 4 a 3. En abril de 2017 jugó la semifinal de la FA Cup 2016-17 contra el Manchester City en Wembley en la que el Arsenal ganó por 2-1. Čech se perdió la final de la FA Cup por lesión, donde el Arsenal derrotó al Chelsea por 2 a 1. Čech ganó su quinta FA Cup, y el Arsenal se volvió en el equipo más laureado de la competición con trece títulos.

#### Temporada 2017-18
Čech fue titular en la victoria del Arsenal ante el Chelsea en la Community Shield 2017.
El 11 de marzo de 2018, Čech se convirtió en el primer guardameta de la Premier League en mantener el arco en cero doscientas veces, fue en el encuentro contra el Watford donde además atrapó un penal de Troy Deeney.

#### Temporada 2018-19
Tras sufrir una lesión el 27 de septiembre en un encuentro ante el Watford, perdió su sitio en el once inicial sustituido por Bernd Leno. El 15 de enero de 2019 anunció que se retiraría al final de la temporada tras veinte temporadas en activo.

### Vuelta al fútbol: Chelsea
El 20 de octubre de 2020 fue inscrito como jugador por el Chelsea F. C. en la lista de la Premier League para prevenir y suplir alguna baja en la portería londinense ante la situación que se estaba viviendo en el mundo por la pandemia de enfermedad por coronavirus.

## Selección nacional
Čech jugó para su país por primera vez en noviembre de 1997 con la selección sub-15, haciéndose camino a través de las diferentes categorías de edad antes de debutar con la selección absoluta en febrero de 2002. Čech se dio a conocer a la edad de veinte años en la Eurocopa Sub-21 de 2002, cuando su heroica actuación en la tanda de penales ante Francia en la final (encajando solamente un penal), ayudó a Chequia a conseguir su primer título a nivel juvenil.
Luego de establecerse como el guardameta titular de la selección mayor, Čech fue seleccionado para ser parte del equipo que disputaría la Eurocopa 2004. Sus atajadas ayudaron al equipo a llegar hasta semifinales, en donde fueron derrotados por los eventuales campeones, la selección de Grecia, gracias a la regla del gol de plata. Čech fue incluido en el equipo del torneo como el mejor guardameta.
Chequia logró clasificar a la Copa Mundial de 2006, celebrada en Alemania, y fueron sorteados en el Grupo E, junto a Ghana, Italia y Estados Unidos. Chequia terminó en el tercer lugar del grupo, luego de derrotar a Estados Unidos 3 a 0 y de perder ante Ghana e Italia con marcador de 2 a 0 en ambos partidos, perdiendo la oportunidad de clasificar a los octavos de final de la competición.
El 17 de octubre de 2007, Čech fue capitán de la selección checa en el partido ante Alemania correspondiente al Grupo D de la clasificación a la Eurocopa 2008. Čech mantuvo su portería imbatida y los checos derrotaron a Alemania por 3 a 0 como visitantes, logrando clasificarse al torneo celebrado en Austria y Suiza. El último partido del grupo en el torneo, Čech fue vencido en tres ocasiones durante los últimos quince minutos, contribuyendo a la remontada de Turquía que estaba abajo en el marcador por dos goles. En ese partido, el balón se le resbaló transversalmente de las manos, permitiéndole a Nihat Kahveci marcar el gol que empataba el partido.
El 29 de mayo de 2012, Čech fue incluido en el equipo que disputaría la Eurocopa 2012 a celebrarse en Polonia y Ucrania. En el partido del grupo ante Grecia, un descuido de Čech les permitió a los griegos marcar un gol. Sin embargo, el partido acabó con un marcador de 2 a 1 a favor de Chequia. Čech sustituyó al lesionado Tomáš Rosický como capitán del equipo en el último partido del grupo frente a Polonia, en donde Chequia clasificó a cuartos de final con una victoria por 1 a 0. La capitanía de Čech continuó en los cuartos de final, aunque Portugal eliminó a los checos con un gol de Cristiano Ronaldo en el minuto 79.
Čech jugó su centésimo partido con Chequia en marzo de 2013.
Participó en su cuarta Eurocopa consecutiva, esta vez en la edición de Francia 2016, siendo portero titular en los tres partidos de fase de grupos. Chequia no pasó de la primera fase del torneo debido a dos derrotas (1-0 con España y 2-0 con Turquía) y solamente un punto; producto de un empate ante la selección de Croacia, quedando última del Grupo D.
El 8 de julio de 2016 anunció su retiro de la selección de fútbol de Chequia; argumentando que a sus 34 años de edad quería terminar su etapa como arquero de su selección a la que representó en ciento veinticuatro partidos, por un período de catorce años.

### Participaciones en Copas del Mundo
| Mundial                        | Sede      | Resultado        | Partidos | Goles |
| ------------------------------ | --------- | ---------------- | -------- | ----- |
| Copa Mundial Sub-20 de 2001    | Argentina | Cuartos de final | 5        | 0     |
| Copa Mundial de Fútbol de 2006 | Alemania  | Primera fase     | 3        | 0     |

### Participaciones en Eurocopas
| Eurocopa      | Sede              | Resultado        | Partidos | Goles |
| ------------- | ----------------- | ---------------- | -------- | ----- |
| Eurocopa 2004 | Portugal          | Semifinales      | 4        | 0     |
| Eurocopa 2008 | Austria · Suiza   | Primera fase     | 3        | 0     |
| Eurocopa 2012 | Polonia · Ucrania | Cuartos de final | 4        | 0     |
| Eurocopa 2016 | Francia           | Primera fase     | 3        | 0     |

### Partidos internacionales
Actualizado hasta el último partido jugado. 21 de junio de 2016.
| Partidos y goles internacionales | Partidos y goles internacionales | Partidos y goles internacionales | Partidos y goles internacionales | Partidos y goles internacionales | Partidos y goles internacionales | Partidos y goles internacionales                                     | Partidos y goles internacionales |
| #                                | Fecha                            | Ciudad                           | Local                            | Resultado                        | Visita                           | Competición                                                          |                                  |
| -------------------------------- | -------------------------------- | -------------------------------- | -------------------------------- | -------------------------------- | -------------------------------- | -------------------------------------------------------------------- | -------------------------------- |
| 2002                             |                                  |                                  |                                  |                                  |                                  |                                                                      |                                  |
| 1                                | 12 de febrero                    | Lárnaca                          | Hungría                          | 0 – 2                            | República Checa                  | Amistoso                                                             |                                  |
| 2                                | 27 de marzo                      | Cardiff                          | Gales                            | 0 – 0                            | República Checa                  | Amistoso                                                             |                                  |
| 3                                | 20 de agosto                     | Olomouc                          | República Checa                  | 4 – 1                            | Eslovaquia                       | Amistoso                                                             |                                  |
| 4                                | 6 de septiembre                  | Praga                            | República Checa                  | 4 - 1                            | Yugoslavia                       | Amistoso                                                             |                                  |
| 5                                | 12 de noviembre                  | Chisináu                         | Moldavia                         | 0 - 2                            | República Checa                  | Clasificación para la Eurocopa 2004                                  |                                  |
| 6                                | 16 de noviembre                  | Teplice                          | República Checa                  | 2 - 0                            | Bielorrusia                      | Clasificación para la Eurocopa 2004                                  |                                  |
| 7                                | 20 de noviembre                  | Teplice                          | República Checa                  | 3 - 3                            | Suecia                           | Amistoso                                                             |                                  |
| 2003                             |                                  |                                  |                                  |                                  |                                  |                                                                      |                                  |
| 8                                | 12 de febrero                    | Saint Denis                      | Francia                          | 0 - 2                            | República Checa                  | Amistoso                                                             |                                  |
| 9                                | 29 de marzo                      | Róterdam                         | Países Bajos                     | 1 - 1                            | República Checa                  | Clasificación para la Eurocopa 2004                                  |                                  |
| 9                                | 2 de abril                       | Praga                            | República Checa                  | 4 - 0                            | Austria                          | Clasificación para la Eurocopa 2004                                  |                                  |
| 10                               | 30 de abril                      | Teplice                          | República Checa                  | 4 - 0                            | Turquía                          | Amistoso                                                             |                                  |
| 11                               | 11 de junio                      | Olomouc                          | República Checa                  | 5 - 0                            | Moldavia                         | Clasificación para la Eurocopa 2004                                  |                                  |
| 12                               | 6 de septiembre                  | Minsk                            | Bielorrusia                      | 1 - 3                            | República Checa                  | Clasificación para la Eurocopa 2004                                  |                                  |
| 13                               | 10 de septiembre                 | Praga                            | República Checa                  | 3 - 1                            | Países Bajos                     | Clasificación para la Eurocopa 2004                                  |                                  |
| 14                               | 11 de octubre                    | Viena                            | Austria                          | 2 - 3                            | República Checa                  | Clasificación para la Eurocopa 2004                                  |                                  |
| 2004                             |                                  |                                  |                                  |                                  |                                  |                                                                      |                                  |
| 15                               | 31 de marzo                      | Dublín                           | Irlanda                          | 2 - 1                            | República Checa                  | Amistoso                                                             |                                  |
| 16                               | 28 de abril                      | Praga                            | República Checa                  | 0 - 1                            | Japón                            | Amistoso                                                             |                                  |
| 17                               | 2 de junio                       | Praga                            | República Checa                  | 3 - 1                            | Bulgaria                         | Amistoso                                                             |                                  |
| 18                               | 6 de junio                       | Teplice                          | República Checa                  | 2 - 0                            | Estonia                          | Amistoso                                                             |                                  |
| 19                               | 15 de junio                      | Aveiro                           | República Checa                  | 2 - 1                            | Letonia                          | Eurocopa 2004                                                        |                                  |
| 20                               | 15 de junio                      | Aveiro                           | Países Bajos                     | 2 - 3                            | República Checa                  | Eurocopa 2004                                                        |                                  |
| 21                               | 27 de junio                      | Oporto                           | República Checa                  | 3 - 0                            | Dinamarca                        | Eurocopa 2004                                                        |                                  |
| 22                               | 1 de julio                       | Oporto                           | Grecia                           | 1 - 0                            | República Checa                  | Eurocopa 2004                                                        |                                  |
| 23                               | 18 de agosto                     | Praga                            | República Checa                  | 0 - 0                            | Grecia                           | Amistoso                                                             |                                  |
| 24                               | 8 de septiembre                  | Ámsterdam                        | Países Bajos                     | 2 - 0                            | República Checa                  | Clasificación de UEFA para la Copa Mundial de Fútbol de 2006         |                                  |
| 25                               | 9 de octubre                     | Praga                            | República Checa                  | 1 - 0                            | Rumania                          | Clasificación de UEFA para la Copa Mundial de Fútbol de 2006         |                                  |
| 26                               | 13 de octubre                    | Ereván                           | Armenia                          | 0 - 3                            | República Checa                  | Clasificación de UEFA para la Copa Mundial de Fútbol de 2006         |                                  |
| 27                               | 17 de noviembre                  | Skopie                           | Macedonia                        | 0 - 2                            | República Checa                  | Clasificación de UEFA para la Copa Mundial de Fútbol de 2006         |                                  |
| 2005                             |                                  |                                  |                                  |                                  |                                  |                                                                      |                                  |
| 28                               | 26 de marzo                      | Teplice                          | República Checa                  | 4 - 3                            | Finlandia                        | Clasificación de UEFA para la Copa Mundial de Fútbol de 2006         |                                  |
| 29                               | 30 de marzo                      | Andorra la Vieja                 | Andorra                          | 0 - 4                            | República Checa                  | Clasificación de UEFA para la Copa Mundial de Fútbol de 2006         |                                  |
| 30                               | 4 de junio                       | Liberec                          | República Checa                  | 8 - 1                            | Andorra                          | Clasificación de UEFA para la Copa Mundial de Fútbol de 2006         |                                  |
| 31                               | 8 de junio                       | Teplice                          | República Checa                  | 6 - 1                            | Macedonia                        | Clasificación de UEFA para la Copa Mundial de Fútbol de 2006         |                                  |
| 32                               | 17 de agosto                     | Gotemburgo                       | Suecia                           | 2 - 1                            | República Checa                  | Amistoso                                                             |                                  |
| 33                               | 3 de septiembre                  | Constanza                        | Rumania                          | 2 - 0                            | República Checa                  | Clasificación de UEFA para la Copa Mundial de Fútbol de 2006         |                                  |
| 34                               | 8 de octubre                     | Praga                            | República Checa                  | 0 - 2                            | Países Bajos                     | Clasificación de UEFA para la Copa Mundial de Fútbol de 2006         |                                  |
| 35                               | 12 de octubre                    | Helsinki                         | Finlandia                        | 0 - 3                            | República Checa                  | Clasificación de UEFA para la Copa Mundial de Fútbol de 2006         |                                  |
| 36                               | 12 de noviembre                  | Oslo                             | Noruega                          | 0 - 1                            | República Checa                  | Repesca Clasificación de UEFA para la Copa Mundial de Fútbol de 2006 |                                  |
| 37                               | 16 de noviembre                  | Praga                            | República Checa                  | 1 - 0                            | Noruega                          | Repesca Clasificación de UEFA para la Copa Mundial de Fútbol de 2006 |                                  |
| 2006                             |                                  |                                  |                                  |                                  |                                  |                                                                      |                                  |
| 38                               | 1 de marzo                       | Izmir                            | Turquía                          | 2 - 2                            | República Checa                  | Amistoso                                                             |                                  |
| 39                               | 26 de mayo                       | Innsbruck                        | República Checa                  | 2 - 0                            | Arabia Saudita                   | Amistoso                                                             |                                  |
| 40                               | 3 de junio                       | Praga                            | República Checa                  | 3 - 0                            | Trinidad y Tobago                | Amistoso                                                             |                                  |
| 41                               | 12 de junio                      | Gelsenkirchen                    | Estados Unidos                   | 0 - 3                            | República Checa                  | Copa Mundial de Fútbol de 2006                                       |                                  |
| 42                               | 17 de junio                      | Colonia                          | República Checa                  | 0 - 2                            | Ghana                            | Copa Mundial de Fútbol de 2006                                       |                                  |
| 43                               | 22 de junio                      | Hamburgo                         | República Checa                  | 0 - 2                            | Italia                           | Copa Mundial de Fútbol de 2006                                       |                                  |
| 44                               | 2 de septiembre                  | Teplice                          | República Checa                  | 2 - 1                            | Gales                            | Clasificación para la Eurocopa 2008                                  |                                  |
| 45                               | 6 de septiembre                  | Bratislava                       | Eslovaquia                       | 0 - 3                            | República Checa                  | Clasificación para la Eurocopa 2008                                  |                                  |
| 46                               | 7 de octubre                     | Liberec                          | República Checa                  | 7 - 0                            | San Marino                       | Clasificación para la Eurocopa 2008                                  |                                  |
| 47                               | 11 de octubre                    | Dublín                           | Irlanda                          | 1 - 1                            | República Checa                  | Clasificación para la Eurocopa 2008                                  |                                  |
| 48                               | 15 de noviembre                  | Praga                            | República Checa                  | 1 - 1                            | Dinamarca                        | Amistoso                                                             |                                  |
| 2007                             |                                  |                                  |                                  |                                  |                                  |                                                                      |                                  |
| 49                               | 7 de febrero                     | Bruselas                         | Bélgica                          | 0 - 2                            | República Checa                  | Amistoso                                                             |                                  |
| 50                               | 24 de marzo                      | Praga                            | República Checa                  | 1 - 2                            | Alemania                         | Clasificación para la Eurocopa 2008                                  |                                  |
| 51                               | 28 de marzo                      | Liberec                          | República Checa                  | 1 - 0                            | Chipre                           | Clasificación para la Eurocopa 2008                                  |                                  |
| 52                               | 2 de junio                       | Cardiff                          | Gales                            | 0 - 0                            | República Checa                  | Clasificación para la Eurocopa 2008                                  |                                  |
| 53                               | 22 de agosto                     | Viena                            | Austria                          | 1 - 1                            | República Checa                  | Amistoso                                                             |                                  |
| 54                               | 8 de septiembre                  | Serravalle                       | San Marino                       | 0 - 3                            | República Checa                  | Clasificación para la Eurocopa 2008                                  |                                  |
| 55                               | 12 de septiembre                 | Praga                            | República Checa                  | 1 - 0                            | Irlanda                          | Clasificación para la Eurocopa 2008                                  |                                  |
| 56                               | 17 de octubre                    | Múnich                           | Alemania                         | 0 - 3                            | República Checa                  | Clasificación para la Eurocopa 2008                                  |                                  |
| 2008                             |                                  |                                  |                                  |                                  |                                  |                                                                      |                                  |
| 57                               | 6 de febrero                     | Lárnaca                          | República Checa                  | 0 - 2                            | Polonia                          | Amistoso                                                             |                                  |
| 58                               | 27 de mayo                       | Praga                            | República Checa                  | 2 - 0                            | Lituania                         | Amistoso                                                             |                                  |
| 59                               | 30 de mayo                       | Praga                            | República Checa                  | 3 - 1                            | Escocia                          | Amistoso                                                             |                                  |
| 60                               | 7 de junio                       | Basilea                          | Suiza                            | 0 - 1                            | República Checa                  | Eurocopa 2008                                                        |                                  |
| 61                               | 11 de junio                      | Carouge                          | República Checa                  | 1 - 3                            | Portugal                         | Eurocopa 2008                                                        |                                  |
| 62                               | 15 de junio                      | Carouge                          | Turquía                          | 3 - 2                            | República Checa                  | Eurocopa 2008                                                        |                                  |
| 63                               | 20 de agosto                     | Londres                          | Inglaterra                       | 2 - 2                            | República Checa                  | Amistoso                                                             |                                  |
| 64                               | 10 de septiembre                 | Belfast                          | Irlanda del Norte                | 0 - 0                            | República Checa                  | Clasificación de UEFA para la Copa Mundial de Fútbol de 2010         |                                  |
| 65                               | 11 de octubre                    | Chorzów                          | Polonia                          | 2 - 1                            | República Checa                  | Clasificación de UEFA para la Copa Mundial de Fútbol de 2010         |                                  |
| 2009                             |                                  |                                  |                                  |                                  |                                  |                                                                      |                                  |
| 66                               | 28 de marzo                      | Maribor                          | Eslovenia                        | 0 - 0                            | República Checa                  | Clasificación de UEFA para la Copa Mundial de Fútbol de 2010         |                                  |
| 67                               | 1 de abril                       | Praga                            | República Checa                  | 1 - 2                            | Eslovaquia                       | Clasificación de UEFA para la Copa Mundial de Fútbol de 2010         |                                  |
| 68                               | 12 de agosto                     | Teplice                          | República Checa                  | 3 - 1                            | Bélgica                          | Amistoso                                                             |                                  |
| 69                               | 5 de septiembre                  | Bratislava                       | Eslovaquia                       | 2 - 2                            | República Checa                  | Clasificación de UEFA para la Copa Mundial de Fútbol de 2010         |                                  |
| 70                               | 9 de septiembre                  | Uherske Hradiste                 | República Checa                  | 7 - 0                            | San Marino                       | Clasificación de UEFA para la Copa Mundial de Fútbol de 2010         |                                  |
| 71                               | 10 de octubre                    | Praga                            | República Checa                  | 2 - 0                            | Polonia                          | Clasificación de UEFA para la Copa Mundial de Fútbol de 2010         |                                  |
| 72                               | 14 de octubre                    | Praga                            | República Checa                  | 0 - 0                            | Irlanda del Norte                | Clasificación de UEFA para la Copa Mundial de Fútbol de 2010         |                                  |
| 2010                             |                                  |                                  |                                  |                                  |                                  |                                                                      |                                  |
| 73                               | 22 de mayo                       | Nueva Jersey                     | Turquía                          | 2 - 1                            | República Checa                  | Amistoso                                                             |                                  |
| 74                               | 26 de mayo                       | Estados Unidos                   | Estados Unidos                   | 2 - 4                            | República Checa                  | Amistoso                                                             |                                  |
| 75                               | 7 de septiembre                  | Olomouc                          | República Checa                  | 0 - 1                            | Lituania                         | Clasificación para la Eurocopa 2012                                  |                                  |
| 76                               | 8 de octubre                     | Praga                            | República Checa                  | 1 - 0                            | Escocia                          | Clasificación para la Eurocopa 2012                                  |                                  |
| 77                               | 12 de octubre                    | Vaduz                            | Liechtenstein                    | 0 - 2                            | República Checa                  | Clasificación para la Eurocopa 2012                                  |                                  |
| 78                               | 17 de noviembre                  | Aarhus                           | Dinamarca                        | 0 - 0                            | República Checa                  | Amistoso                                                             |                                  |
| 2011                             |                                  |                                  |                                  |                                  |                                  |                                                                      |                                  |
| 79                               | 9 de febrero                     | Croacia                          | Croacia                          | 4 - 2                            | República Checa                  | Amistoso                                                             |                                  |
| 80                               | 25 de marzo                      | Granada                          | España                           | 2 - 1                            | República Checa                  | Clasificación para la Eurocopa 2012                                  |                                  |
| 81                               | 29 de marzo                      | České Budějovice                 | República Checa                  | 2 - 0                            | Liechtenstein                    | Clasificación para la Eurocopa 2012                                  |                                  |
| 82                               | 4 de junio                       | Matsumoto, Nagano                | República Checa                  | 0 - 0                            | Perú                             | Amistoso                                                             |                                  |
| 83                               | 7 de junio                       | Yokohama                         | Japón                            | 0 - 0                            | República Checa                  | Amistoso                                                             |                                  |
| 84                               | 10 de agosto                     | Oslo                             | Noruega                          | 3 - 0                            | República Checa                  | Amistoso                                                             |                                  |
| 85                               | 7 de octubre                     | Praga                            | República Checa                  | 0 - 2                            | España                           | Clasificación para la Eurocopa 2012                                  |                                  |
| 86                               | 11 de octubre                    | Kaunas                           | Lituania                         | 1 - 4                            | República Checa                  | Clasificación para la Eurocopa 2012                                  |                                  |
| 87                               | 11 de noviembre                  | Praga                            | República Checa                  | 2 - 0                            | Montenegro                       | Repesca Clasificación para la Eurocopa 2012                          |                                  |
| 88                               | 15 de noviembre                  | Podgorica                        | Montenegro                       | 0 - 1                            | República Checa                  | Repesca Clasificación para la Eurocopa 2012                          |                                  |
| 2012                             |                                  |                                  |                                  |                                  |                                  |                                                                      |                                  |
| 89                               | 29 de febrero                    | Dublín                           | Irlanda                          | 1 - 1                            | República Checa                  | Amistoso                                                             |                                  |
| 90                               | 1 de junio                       | Praga                            | República Checa                  | 1 - 2                            | Hungría                          | Amistoso                                                             |                                  |
| 91                               | 8 de junio                       | Breslavia                        | Rusia                            | 4 - 1                            | República Checa                  | Eurocopa 2012                                                        |                                  |
| 92                               | 12 de junio                      | Breslavia                        | Grecia                           | 1 - 2                            | República Checa                  | Eurocopa 2012                                                        |                                  |
| 93                               | 16 de junio                      | Breslavia                        | República Checa                  | 1 - 0                            | Polonia                          | Eurocopa 2012                                                        |                                  |
| 94                               | 21 de junio                      | Warszawa                         | República Checa                  | 0 - 1                            | Portugal                         | Eurocopa 2012                                                        |                                  |
| 95                               | 15 de agosto                     | Lviv                             | Ucrania                          | 0 - 0                            | República Checa                  | Amistoso                                                             |                                  |
| 96                               | 8 de septiembre                  | Copenhague                       | Dinamarca                        | 0 - 0                            | República Checa                  | Clasificación de UEFA para la Copa Mundial de Fútbol de 2014         |                                  |
| 97                               | 12 de octubre                    | Pilsen                           | República Checa                  | 3 - 1                            | Malta                            | Clasificación de UEFA para la Copa Mundial de Fútbol de 2014         |                                  |
| 98                               | 16 de octubre                    | Praga                            | República Checa                  | 0 - 0                            | Bulgaria                         | Clasificación de UEFA para la Copa Mundial de Fútbol de 2014         |                                  |
| 2013                             |                                  |                                  |                                  |                                  |                                  |                                                                      |                                  |
| 99                               | 22 de marzo                      | Olomouc                          | República Checa                  | 0 - 3                            | Dinamarca                        | Clasificación de UEFA para la Copa Mundial de Fútbol de 2014         |                                  |
| 100                              | 26 de marzo                      | Ereván                           | Armenia                          | 0 - 3                            | República Checa                  | Clasificación de UEFA para la Copa Mundial de Fútbol de 2014         |                                  |
| 101                              | 7 de junio                       | Praga                            | República Checa                  | 0 - 0                            | Italia                           | Clasificación de UEFA para la Copa Mundial de Fútbol de 2014         |                                  |
| 102                              | 6 de septiembre                  | Praga                            | República Checa                  | 1 - 2                            | Armenia                          | Clasificación de UEFA para la Copa Mundial de Fútbol de 2014         |                                  |
| 103                              | 10 de septiembre                 | Turín                            | Italia                           | 2 - 1                            | República Checa                  | Clasificación de UEFA para la Copa Mundial de Fútbol de 2014         |                                  |
| 104                              | 11 de octubre                    | Attard                           | Malta                            | 1 - 4                            | República Checa                  | Clasificación de UEFA para la Copa Mundial de Fútbol de 2014         |                                  |
| 105                              | 15 de octubre                    | Sofía                            | Bulgaria                         | 0 - 1                            | República Checa                  | Clasificación de UEFA para la Copa Mundial de Fútbol de 2014         |                                  |
| 106                              | 15 de noviembre                  | Olomouc                          | República Checa                  | 2 - 0                            | Canadá                           | Amistoso                                                             |                                  |
| 2014                             |                                  |                                  |                                  |                                  |                                  |                                                                      |                                  |
| 107                              | 5 de marzo                       | Praga                            | República Checa                  | 2 - 2                            | Noruega                          | Amistoso                                                             |                                  |
| 108                              | 3 de septiembre                  | Praga                            | República Checa                  | 0 - 1                            | Estados Unidos                   | Amistoso                                                             |                                  |
| 109                              | 9 de septiembre                  | Praga                            | República Checa                  | 2 - 2                            | Países Bajos                     | Clasificación para la Eurocopa 2016                                  |                                  |
| 110                              | 10 de octubre                    | Estambul                         | Turquía                          | 1 - 2                            | República Checa                  | Clasificación para la Eurocopa 2016                                  |                                  |
| 111                              | 13 de octubre                    | Astaná                           | Kazajistán                       | 2 - 4                            | República Checa                  | Clasificación para la Eurocopa 2016                                  |                                  |
| 112                              | 16 de noviembre                  | Pilsen                           | República Checa                  | 2 - 1                            | Islandia                         | Clasificación para la Eurocopa 2016                                  |                                  |
| 2015                             |                                  |                                  |                                  |                                  |                                  |                                                                      |                                  |
| 113                              | 28 de marzo                      | Praga                            | República Checa                  | 1 - 1                            | Letonia                          | Clasificación para la Eurocopa 2016                                  |                                  |
| 114                              | 12 de junio                      | Reikiavik                        | Islandia                         | 2 - 1                            | República Checa                  | Clasificación para la Eurocopa 2016                                  |                                  |
| 115                              | 3 de septiembre                  | Pilsen                           | República Checa                  | 2 - 1                            | Kazajistán                       | Clasificación para la Eurocopa 2016                                  |                                  |
| 116                              | 6 de septiembre                  | Riga                             | Letonia                          | 1 - 2                            | República Checa                  | Clasificación para la Eurocopa 2016                                  |                                  |
| 117                              | 13 de octubre                    | Ámsterdam                        | Países Bajos                     | 2 - 3                            | República Checa                  | Clasificación para la Eurocopa 2016                                  |                                  |
| 118                              | 17 de noviembre                  | Breslavia                        | Polonia                          | 3 - 1                            | República Checa                  | Amistoso                                                             |                                  |
| 2016                             |                                  |                                  |                                  |                                  |                                  |                                                                      |                                  |
| 119                              | 27 de mayo                       | Kufstein                         | República Checa                  | 6 - 0                            | Malta                            | Amistoso                                                             |                                  |
| 120                              | 1 de junio                       | Innsbruck                        | República Checa                  | 2 - 1                            | Rusia                            | Amistoso                                                             |                                  |
| 121                              | 5 de junio                       | Praga                            | República Checa                  | 1 - 2                            | Corea del Sur                    | Amistoso                                                             |                                  |
| 122                              | 13 de junio                      | Toulouse                         | España                           | 1 - 0                            | República Checa                  | Eurocopa 2016                                                        |                                  |
| 123                              | 17 de junio                      | Saint-Etienne                    | República Checa                  | 2 - 2                            | Croacia                          | Eurocopa 2016                                                        |                                  |
| 124                              | 21 de junio                      | Lens                             | República Checa                  | 0 - 2                            | Turquía                          | Eurocopa 2016                                                        |                                  |

## Estadísticas

### Clubes
Actualizado al último partido disputado el 31 de octubre de 2018.
| Club                                                                                                | Div.          | Temporada     | Liga  | Liga  | Copas nacionales | Copas nacionales | Copa de la Liga | Copa de la Liga | Copas europeas | Copas europeas | Otras1 | Otras1 | Total | Total |
| Club                                                                                                | Div.          | Temporada     | Part. | Goles | Part.            | Goles            | Part.           | Goles           | Part.          | Goles          | Part.  | Goles  | Part. | Goles |
| --------------------------------------------------------------------------------------------------- | ------------- | ------------- | ----- | ----- | ---------------- | ---------------- | --------------- | --------------- | -------------- | -------------- | ------ | ------ | ----- | ----- |
| Chmel Blšany · República Checa                                                                      |               |               |       |       |                  |                  |                 |                 |                |                |        |        |       |       |
| 1.ª                                                                                                 | 1999-00       | 2             | 0     | 1     | 0                | -                | -               | -               | -              | -              | -      | 3      | 0     |       |
| 1.ª                                                                                                 | 2000-01       | 25            | 0     | 0     | 0                | -                | -               | -               | -              | -              | -      | 25     | 0     |       |
| Total club                                                                                          | Total club    | 27            | 0     | 1     | 0                | -                | -               | -               | -              | -              | -      | 28     | 0     |       |
| Sparta Praga · República Checa                                                                      |               |               |       |       |                  |                  |                 |                 |                |                |        |        |       |       |
| 1.ª                                                                                                 | 2001-02       | 27            | 0     | 3     | 0                | -                | -               | 12              | 0              | -              | -      | 42     | 0     |       |
| Total club                                                                                          | Total club    | 27            | 0     | 3     | 0                | -                | -               | 12              | 0              | -              | -      | 42     | 0     |       |
| Stade Rennais Francia                                                                               |               |               |       |       |                  |                  |                 |                 |                |                |        |        |       |       |
| 1.ª                                                                                                 | 2002-03       | 37            | 0     | 4     | 0                | 0                | 0               | -               | -              | -              | -      | 41     | 0     |       |
| 1.ª                                                                                                 | 2003-04       | 33            | 0     | 3     | 0                | 1                | 0               | -               | -              | -              | -      | 37     | 0     |       |
| Total club                                                                                          | Total club    | 70            | 0     | 7     | 0                | 1                | 0               | -               | -              | -              | -      | 78     | 0     |       |
| Chelsea F. C. Inglaterra                                                                            |               |               |       |       |                  |                  |                 |                 |                |                |        |        |       |       |
| 1.ª                                                                                                 | 2004-05       | 35            | 0     | 0     | 0                | 2                | 0               | 11              | 0              | 0              | 0      | 48     | 0     |       |
| 1.ª                                                                                                 | 2005-06       | 34            | 0     | 0     | 0                | 0                | 0               | 7               | 0              | 1              | 0      | 42     | 0     |       |
| 1.ª                                                                                                 | 2006-07       | 20            | 0     | 6     | 0                | 2                | 0               | 8               | 0              | 0              | 0      | 36     | 0     |       |
| 1.ª                                                                                                 | 2007-08       | 26            | 0     | 1     | 0                | 3                | 0               | 9               | 0              | 1              | 0      | 40     | 0     |       |
| 1.ª                                                                                                 | 2008-09       | 35            | 0     | 6     | 0                | 1                | 0               | 12              | 0              | 0              | 0      | 54     | 0     |       |
| 1.ª                                                                                                 | 2009-10       | 34            | 0     | 2     | 0                | 0                | 0               | 6               | 0              | 1              | 0      | 43     | 0     |       |
| 1.ª                                                                                                 | 2010-11       | 38            | 0     | 3     | 0                | 0                | 0               | 9               | 0              | 0              | 0      | 50     | 0     |       |
| 1.ª                                                                                                 | 2011-12       | 34            | 0     | 7     | 0                | 5                | 0               | 13              | 0              | 0              | 0      | 56     | 0     |       |
| 1.ª                                                                                                 | 2012-13       | 36            | 0     | 5     | 0                | 3                | 0               | 15              | 0              | 4              | 0      | 63     | 0     |       |
| 1.ª                                                                                                 | 2013-14       | 34            | 0     | 1     | 0                | 0                | 0               | 10              | 0              | 1              | 0      | 46     | 0     |       |
| 1.ª                                                                                                 | 2014-15       | 7             | 0     | 2     | 0                | 4                | 0               | 3               | 0              | 0              | 0      | 16     | 0     |       |
| Total club                                                                                          | Total club    | 333           | 0     | 33    | 0                | 17               | 0               | 103             | 0              | 8              | 0      | 494    | 0     |       |
| Arsenal F. C. Inglaterra                                                                            |               |               |       |       |                  |                  |                 |                 |                |                |        |        |       |       |
| 1.ª                                                                                                 | 2015-16       | 34            | 0     | 1     | 0                | 1                | 0               | 5               | 0              | 1              | 0      | 42     | 0     |       |
| 1.ª                                                                                                 | 2016-17       | 35            | 0     | 2     | 0                | 0                | 0               | 0               | 0              | 0              | 0      | 37     | 0     |       |
| 1.ª                                                                                                 | 2017-18       | 34            | 0     | 0     | 0                | 0                | 0               | 3               | 0              | 1              | 0      | 38     | 0     |       |
| 1.ª                                                                                                 | 2018-19       | 7             | 0     | 2     | 0                | 2                | 0               | 11              | 0              | 0              | 0      | 22     | 0     |       |
| Total club                                                                                          | Total club    | 110           | 0     | 5     | 0                | 3                | 0               | 19              | 0              | 2              | 0      | 139    | 0     |       |
| Total carrera                                                                                       | Total carrera | Total carrera | 567   | 0     | 49               | 0                | 21              | 0               | 134            | 0              | 10     | 0      | 781   | 0     |
| (1) Incluye datos de FA Community Shield, Supercopa de la UEFA y Copa Mundial de Clubes de la FIFA. |               |               |       |       |                  |                  |                 |                 |                |                |        |        |       |       |

### Selección nacional
| Selección de la República Checa | Selección de la República Checa | Selección de la República Checa |
| Año                             | Partidos                        | Goles                           |
| ------------------------------- | ------------------------------- | ------------------------------- |
| 2002                            | 7                               | 0                               |
| 2003                            | 8                               | 0                               |
| 2004                            | 13                              | 0                               |
| 2005                            | 10                              | 0                               |
| 2006                            | 10                              | 0                               |
| 2007                            | 8                               | 0                               |
| 2008                            | 9                               | 0                               |
| 2009                            | 7                               | 0                               |
| 2010                            | 6                               | 0                               |
| 2011                            | 10                              | 0                               |
| 2012                            | 10                              | 0                               |
| 2013                            | 8                               | 0                               |
| 2014                            | 6                               | 0                               |
| 2015                            | 2                               | 0                               |
| 2016                            | 6                               | 0                               |
| Total                           | 124                             | 0                               |

## Palmarés

### Torneos nacionales
| Título           | Club          | País       | Año     |
| ---------------- | ------------- | ---------- | ------- |
| Premier League   | Chelsea F. C. | Inglaterra | 2004-05 |
| Copa de la Liga  | Chelsea F. C. | Inglaterra | 2004-05 |
| Community Shield | Chelsea F. C. | Inglaterra | 2005    |
| Premier League   | Chelsea F. C. | Inglaterra | 2005-06 |
| FA Cup           | Chelsea F. C. | Inglaterra | 2006-07 |
| Copa de la Liga  | Chelsea F. C. | Inglaterra | 2006-07 |
| FA Cup           | Chelsea F. C. | Inglaterra | 2008-09 |
| Community Shield | Chelsea F. C. | Inglaterra | 2009    |
| Premier League   | Chelsea F. C. | Inglaterra | 2009-10 |
| FA Cup           | Chelsea F. C. | Inglaterra | 2009-10 |
| FA Cup           | Chelsea F. C. | Inglaterra | 2011-12 |
| Copa de la Liga  | Chelsea F. C. | Inglaterra | 2014-15 |
| Premier League   | Chelsea F. C. | Inglaterra | 2014-15 |
| Community Shield | Arsenal F. C. | Inglaterra | 2015    |
| FA Cup           | Arsenal F. C. | Inglaterra | 2016-17 |
| Community Shield | Arsenal F. C. | Inglaterra | 2017    |

### Torneos internacionales
| Título            | Club*           | Sede            | Año     |
| ----------------- | --------------- | --------------- | ------- |
| Eurocopa Sub-21   | República Checa | República Checa | 2002    |
| Liga de Campeones | Chelsea F. C.   | Inglaterra      | 2011-12 |
| Liga Europa       | Chelsea F. C.   | Inglaterra      | 2012-13 |

### Distinciones individuales
| Distinción                                           | Año  |
| ---------------------------------------------------- | ---- |
| Talento Checo del Año                                | 2001 |
| Mejor Jugador de la Eurocopa Sub-21                  | 2002 |
| Mejor Guardameta de la Ligue 1                       | 2004 |
| Incluido en el equipo del torneo de la Eurocopa 2004 | 2004 |
| Guante de Oro de la Premier League                   | 2005 |
| Equipo del Año de la PFA                             | 2005 |
| Futbolista Checo del Año                             | 2005 |
| Balón de Oro (República Checa)                       | 2005 |
| Mejor portero del mundo según la IFFHS               | 2005 |
| Premio al Portero del Año de la UEFA                 | 2005 |
| Balón de Oro (República Checa)                       | 2006 |
| Balón de Oro (República Checa)                       | 2007 |
| Futbolista del Mes de Marzo en la Premier League     | 2007 |
| Premio al Portero del Año de la UEFA                 | 2007 |
| Futbolista Checo del Año                             | 2008 |
| Balón de Oro (República Checa)                       | 2008 |
| Premio al Portero del Año de la UEFA                 | 2008 |
| Futbolista Checo del Año                             | 2009 |
| Guante de Oro de la Premier League                   | 2010 |
| Futbolista Checo del Año                             | 2010 |
| Balón de Oro (República Checa)                       | 2010 |
| Futbolista Checo del Año                             | 2011 |
| Balón de Oro (República Checa)                       | 2011 |
| Futbolista del Año en el Chelsea                     | 2011 |
| Futbolista Checo del Año                             | 2012 |
| Balón de Oro (República Checa)                       | 2012 |
| Balón de Oro (República Checa)                       | 2013 |
| Futbolista Checo del Año                             | 2013 |
| Balón de Oro (República Checa)                       | 2014 |
| Guante de Oro de la Premier League                   | 2014 |
| Futbolista Checo del Año                             | 2015 |
| Guante de Oro de la Premier League                   | 2016 |
| Futbolista Checo del Año                             | 2016 |
| Balón de Oro (República Checa)                       | 2016 |
| Balón de Oro (República Checa)                       | 2017 |

## Vida privada
Čech nació como trillizo junto a su hermana Šárka y su hermano llamado Michal, quien murió dos años después debido a una infección que contrajo en el hospital.
Desde junio de 2003, Čech está casado con Martina Dolejšová (ahora Čechová), nacida en 1982 y también de nacionalidad checa. Tienen una hija llamada Adéla (nacida el 23 de enero de 2008) y un hijo llamado Damián (nacido en junio de 2009), ambos nacidos en la República Checa.
Aparte de ser un reconocido arquero, en sus tiempos libres toca la batería y es fanático de bandas de rock como Nirvana, Coldplay y Foo Fighters. Se le puede ver en su propio canal YouTube cómo toca la batería haciendo covers de varias bandas de rock. En cuanto a los idiomas es políglota, hablando con fluidez checo, inglés, francés, alemán y español.